# Spoorvervoer in Frankrijk
In Frankrijk wordt het spoorvervoer gekenmerkt door een duidelijke overheersing van het passagiersverkeer (vooral gericht op hogesnelheidstreinen), vergeleken met het vrachtverkeer.

## Geschiedenis

Het algemeen spoorwegnet in 1930, op het hoogtepunt van zijn uitbreiding

## Reizigerstreinen
De Franse reizigerstreinen zijn onder te verdelen in:
- treinverkeer dat georganiseerd en gesubsidieerd wordt door de regio's
- treinverkeer dat georganiseerd en gesubsidieerd wordt door door de centrale overheid
- treinverkeer over lange afstand dat ingelegd wordt op commerciële basis door de treinvervoerders

Anno 2024 heeft vervoersmaatschappij SNCF in alle drie deze takken een historisch overwicht, maar geen wettelijk monopolie meer.

### Algemene kenmerken
Het Franse treinverkeer wordt gekenmerkt door een aantal afwijkende eigenschappen in vergelijking met haar buurlanden en vergelijkbare landen:
- De Franse staat draagt relatief weinig bij in de kost van spoorinfrastructuur, wat leidt tot hoge kost voor rijpaden
- Veel aandacht voor hogesnelheidstreinen en weinig voor regionale treinen (op veel lijnen vaak maar enkele per dag)
- De treinen rijden meestal niet in een gecadanceerde dienstregeling maar enkel als de vervoersmaatschappij een hoge vraag verwacht.
- Er is weinig aandacht voor overstapmogelijkheden tussen verschillende treinen, zowel qua overstaptijden als qua beschikbaarheid van doorgaande tickets die de reiziger rechten geven als één deel van de treinreis verstoord Is.
- Veel aandacht voor de verbinding met de hoofdstad en weinig aandacht voor andere verbindingen. De Franse spoorwegterminologie heeft daar zelfs specifieke woorden voor: axiale verbindingen zijn van/naar Parijs, transversale verbindingen zijn tussen de andere regio's.
- Als gevolg van de twee voorgaande punten wordt de bereikbaar van een stad of streek per trein gelijkgesteld met de beschikbaarheid van een rechtstreekse snelle trein naar Parijs.
- Bagage op Franse treinen moet altijd gelabeld zijn.

### Treinverkeer georganiseerd door de Franse regio's
De regio's van Frankrijk (12 op het vasteland) organiseren en subsidiëren het treinverkeer van regionaal belang, in de eerste plaats binnen hun regio, en daarnaast ook regio-overschrijdend in samenwerking met een of meerdere buurregio's.
Deze treinen heten meestal Train Express Regional (TER), of Transilien indien georganiseerd door Île-de-France (de regio van de hoofdstad Parijs). Veel regio's organiseren ook regionaal treinverkeer vanuit hun regio tot aan de hoofdstad Parijs. Het gaat steeds om treinen op klassiek spoor (zowel intercity, voorstadstreinen als stoptreinen), met als enige uitzondering de TER GV die in de regio Hauts-de-France rijdt op de hogesnelheidslijn).
De vervoerder van deze regionale treinen is meestal de SNCF. Haar concurrent Transdev neemt vanaf de zomer van 2025 bepaalde TER-lijnen over, een primeur in Frankrijk. De smalspoorlijn van de Chemins de fer de Provence werd al eerder gereden door onafhankelijke vervoerders. Transdev reed ook al op twee lokale spoorlijnen in Bretagne in onderaanneming van de SNCF.

### Treinverkeer georganiseerd door de centrale overheid
Deze treinen heten officieel Train d'équilibre du Territoire (TET). Ze worden onder de merknaam Intercités gereden door spoorvervoerder SNCF in opdracht van de Franse staat.. Het gaat om treinen op klassiek spoor die rijden op verbindingen waar geen hogesnelheidslijn ligt: dagtreinen maar ook nachttreinen (Intercités de nuit) tussen Paris-Austerlitz en een aantal bestemmingen in het zuiden van Frankrijk.

### Treinverkeer op privé-initiatief van de vervoerders
De SNCF is hier de marktleider (ook na het openen voor concurrentie), en rijdt op eigen initiatief zowel reguliere hogesnelheidstreinen (TGV inOui) als de lagekostenvariant Ouigo (Grande Vitesse). Op een aantal klassieke spoorlijnen, van Parijs naar Nantes, Rennes en Brussel, rijdt de SNCF ook op eigen initiatief klassieke treinen onder het merk Ouigo Train Classique, die daar een alternatief vormen voor hogesnelheidstreinen en andere concurrentie zoals langeafstandsbussen.
Twee andere nationale spoorwegmaatschappijen voeren op een aantal hogesnelheidslijnen een concurrentiestrijd met de SNCF: Trenitalia met de Frecciarossa op de lijn Parijs - Lyon - Turijn en het Spaanse Renfe met haar AVE op de lijn Parijs - Lyon - Barcelona.
Een aantal start-ups heeft aangekondigd de binnenlandse concurrentie aan te gaan op hogesnelheidslijnen. Daarvan heeft Proxima, met merknaam Velvet, in 2024 een vaste bestelling geplaatst bij Alstom voor 12 Avelia Horizon-treinstellen tegen 2028, waarvan het eerste exemplaar in 2025 gemaakt werd, in de Velvet-kleuren.
Ook de start-ups Le Train en Kevin Speed, met merknaam Ilisto, hebben al akkoorden gesloten met de bedoeling hogesnelheidstreinen in open toegang te rijden.

### Internationale reizigerstreinen
De volgende hogesnelheidsdiensten worden gereden door SNCF (of dochterondernemingen), soms in samenwerking met spoorvervoerders uit de betreffende buurlanden:
- TGV inOui naar België, Italië, Luxemburg en Spanje
- naar Duitsland naar Berlijn, Frankfurt am Main, Stuttgart, München, Saarbrücken, Karlsruhe, Mannheim (in samenwerking en afwisselend gereden met de TGV van de SNCF en de ICE van Deutsche Bahn)
- Eurostar naar Londen en naar België - Nederland / Duitsland (Keulen) (ex-Thalys)
- TGV Lyria naar Zwitserland

De volgende internationale hogesnelheidsdiensten concurreren met de SNCF:
- Frecciarossa van Trenitalia naar Italië (Milaan)
- AVE van Renfe naar Spanje (Barcelona)

Ook zijn er lokale grensoverschrijdende diensten.

### Naar België
De Belgische binnenlandse treinen van de NMBS rijden grensoverschrijdend door tot Lille en Aulnoye, en zijn in Frankrijk geclassificeerd als TER.
Er rijdt ook een trein van de twee nationale spoorvervoerders in open toegang op klassiek spoor, de Ouigo Brussel - Parijs.